# Achille Perrier de La Genevraye
« Nez-de-cuir »
Pour les articles homonymes, voir Perrier, Périer, La Genevraie, La Genevraye et Nez de cuir.

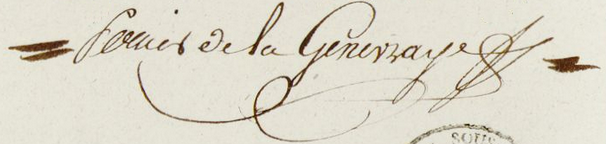
Sa signature, en 1817

Achille Périer ou Perrier, comte de La Genevraye, né le 7 août 1787 à La Genevraie près du Merlerault en Normandie et mort le 30 juillet 1853, est un gentilhomme normand, officier à la fin des guerres napoléoniennes. 
Gravement blessé à la bataille de Reims en 1814, défiguré, il vit ensuite avec un masque qui le fait surnommer « Nez-de-cuir ». C'est surtout sous ce surnom qu'il est connu ; sa personnalité et son histoire ont inspiré le roman Nez-de-Cuir, gentilhomme d'amour, de son petit-neveu l'écrivain Jean de La Varende, et le film Nez de cuir, d'Yves Allégret.

## Biographie
Achille est un fils de François Charles Guillaume Perrier de La Genevraye, chevalier, seigneur de La Genevraie et autres lieux, capitaine de dragons, chevalier de Saint-Louis, et de Marie Madeleine Marguerite de Gueroux de Fréville.

### Maire et officier sous le Premier Empire
En 1809, Achille de La Genevraye appartient à la garde d'honneur départementale. Il est élu maire de La Genevraie en 1812. 
Il est conscrit en 1813, entre au 1er régiment des Gardes d'honneur et devient maréchal des logis en mai 1813, puis maréchal des logis-chef en août suivant. Il est ensuite officier, nommé lieutenant en second en octobre 1813. Il devient chevalier de la Légion d'honneur pour sa conduite à la bataille de Montmirail en février 1814. 

### Blessé à la bataille de Reims
À la bataille de Reims, le 13 mars 1814, La Genevraye reçoit « treize blessures terribles » et est « laissé pour mort sur le champ de bataille »,. Retrouvé vivant, il est promu lieutenant en premier le 14 mars. 
Avant de l'opérer une première fois, les médecins décrivent un coup de sabre qui lui a coupé tout le nez, un autre qui lui a arraché la joue, plusieurs autres coups de sabre et de lance aux deux arcades sourcilières, à la lèvre, à la main et au côté, ainsi qu'un coup de pistolet à bout portant, au bord du crâne,,.

### Masqué, coureur d'aventures galantes
Achille de La Genevraye est ramené en Normandie en août 1814. Il reste enfermé le temps que ses plaies se referment et qu'un artisan puisse lui fabriquer un masque en cuir, d'où lui vient son surnom de « Nez-de-cuir ». 
Il mène ensuite une vie de don Juan. Il est surtout réputé « coureur de filles modestes, géniteur de bâtards ». Il s'attache cependant à Clarisse de La Haye, dont il a un fils, mais il refuse le mariage. Clarisse meurt en 1823. 

### Maire légitimiste, éleveur de chevaux
Maire de La Genevraie, il est aussi conseiller d'arrondissement et conseiller général. Légitimiste, sa carrière publique est interrompue en 1830 à l'avènement de la Monarchie de Juillet : il est destitué en août 1830. Il est cependant ensuite constamment réélu en 1842 et jusqu'à sa mort en 1853, mais sans jamais soutenir la Monarchie de Juillet. 
Passionné d'élevage de chevaux, il aide à la re-fondation du haras du Pin, fonde une école de dressage à Sées et s'adonne à l'élevage dans ses écuries de La Genevraie.

## Postérité:Nez-de-cuir

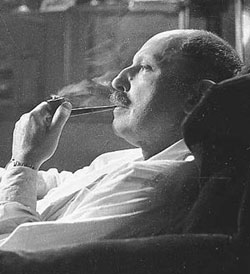
Jean de La Varende à l'époque où il publie Nez-de-Cuir, gentilhomme d'amour inspiré de la vie de son oncle Achille de La Genevraye.

La Genevraye passe à la postérité par son petit-neveu l'écrivain Jean de La Varende. 
Achille Perrier de La Genevraye a une sœur, Marie Madeleine Pauline Perrier de La Genevraye, qui épouse le futur député Léon Mallard de La Varende, arrière-grand-père de l'écrivain Jean de La Varende. Dans sa famille, cet oncle Achille au passé agité était généralement passé sous silence,. 
Mais l'écrivain trouve des lettres familiales, en tire profit et recueille des souvenirs régionaux sur son oncle. Il commence en 1930 l'écriture de Nez-de-Cuir, gentilhomme d'amour, et le publie en 1936. Achille de La Genevraye est devenu Roger de Tainchebraye ; mais il a gardé son surnom de « Nez-de-cuir », titre de l'œuvre.
Le réalisateur Yves Allégret l'adapte au cinéma sous le titre Nez de cuir, sorti en 1952, avec Jean Marais dans le rôle-titre.